# 善化區寺廟列表
臺南市善化區寺廟，大部份屬於道教廟宇，部份為佛道廟宇，少數為佛教及一貫道寺院。

## 道教廟宇

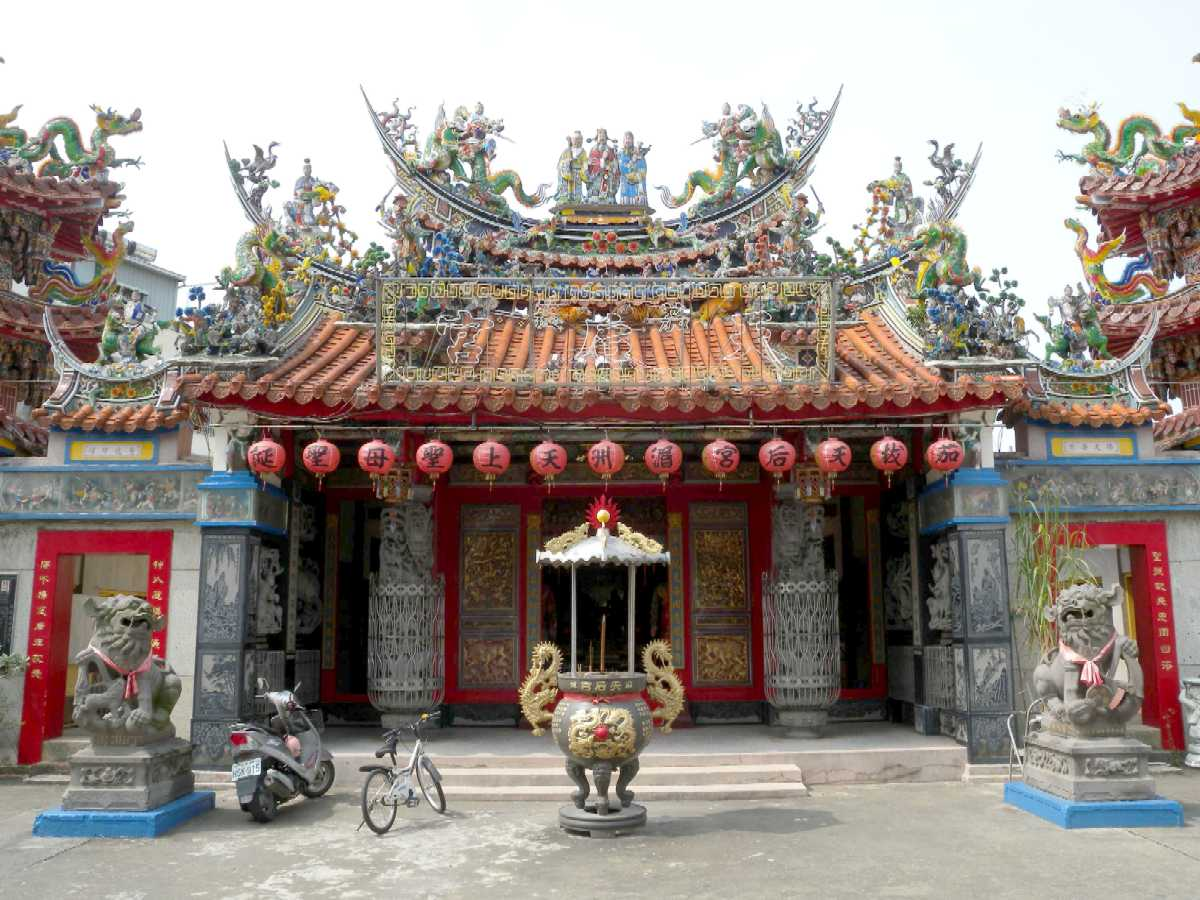
善化區茄拔天后宮

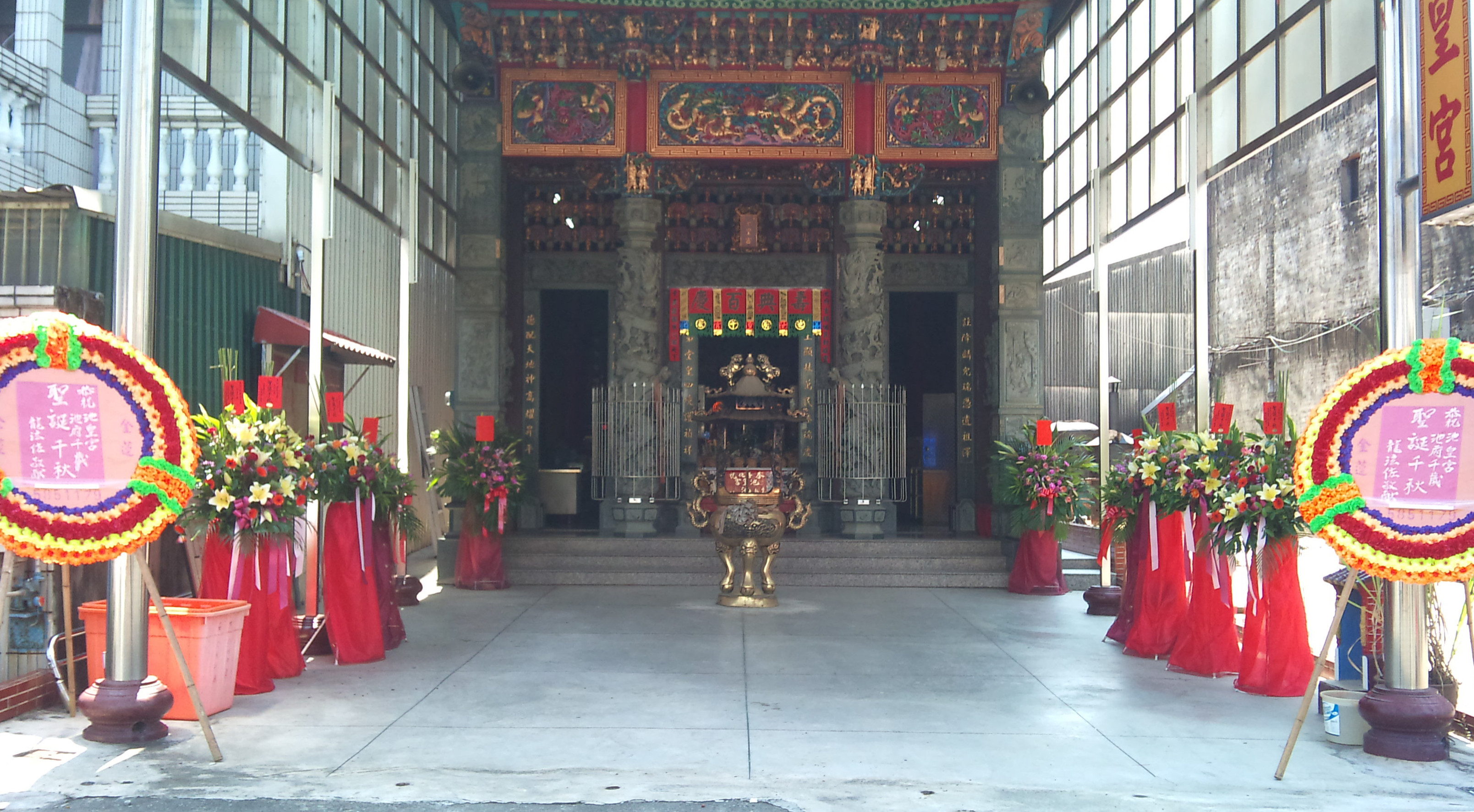
善化區茄拔池皇宮

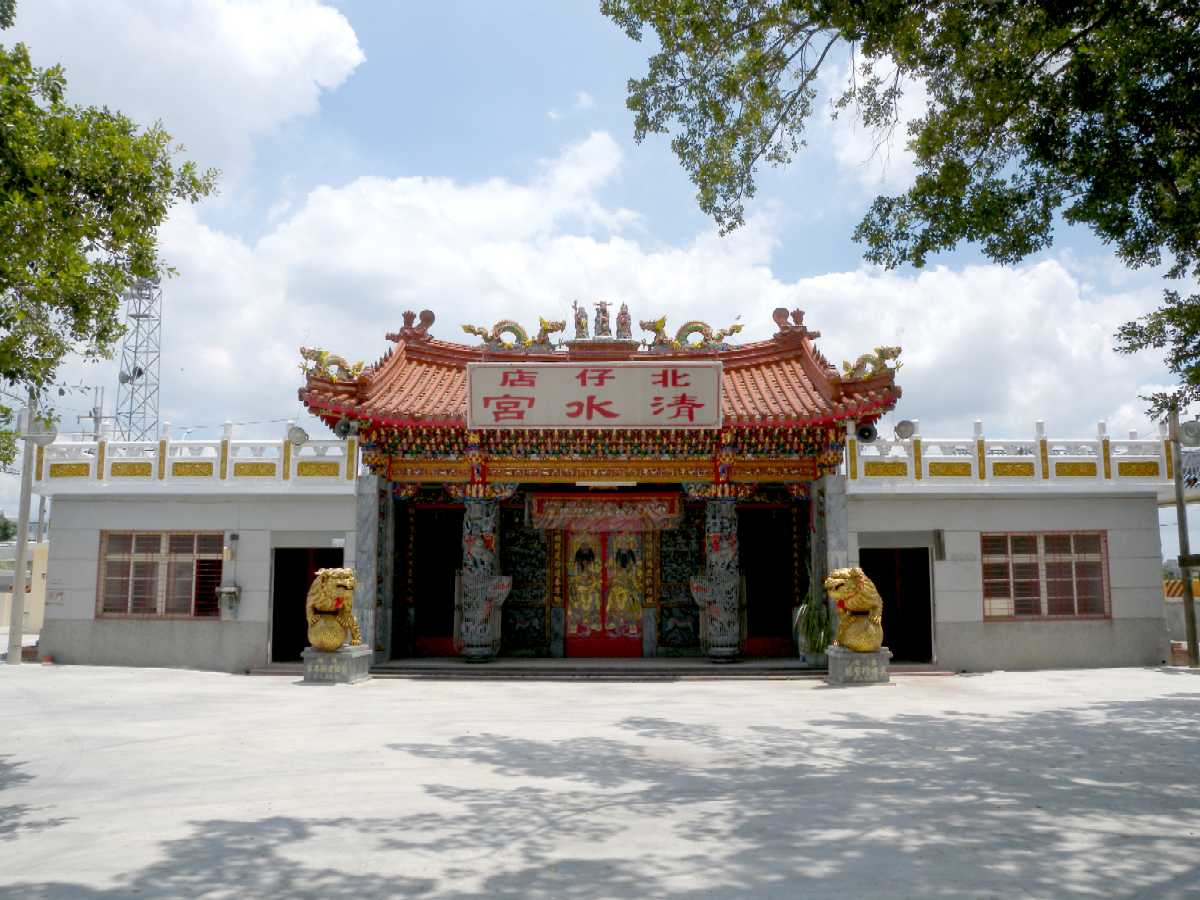
善化區北仔店清水宮

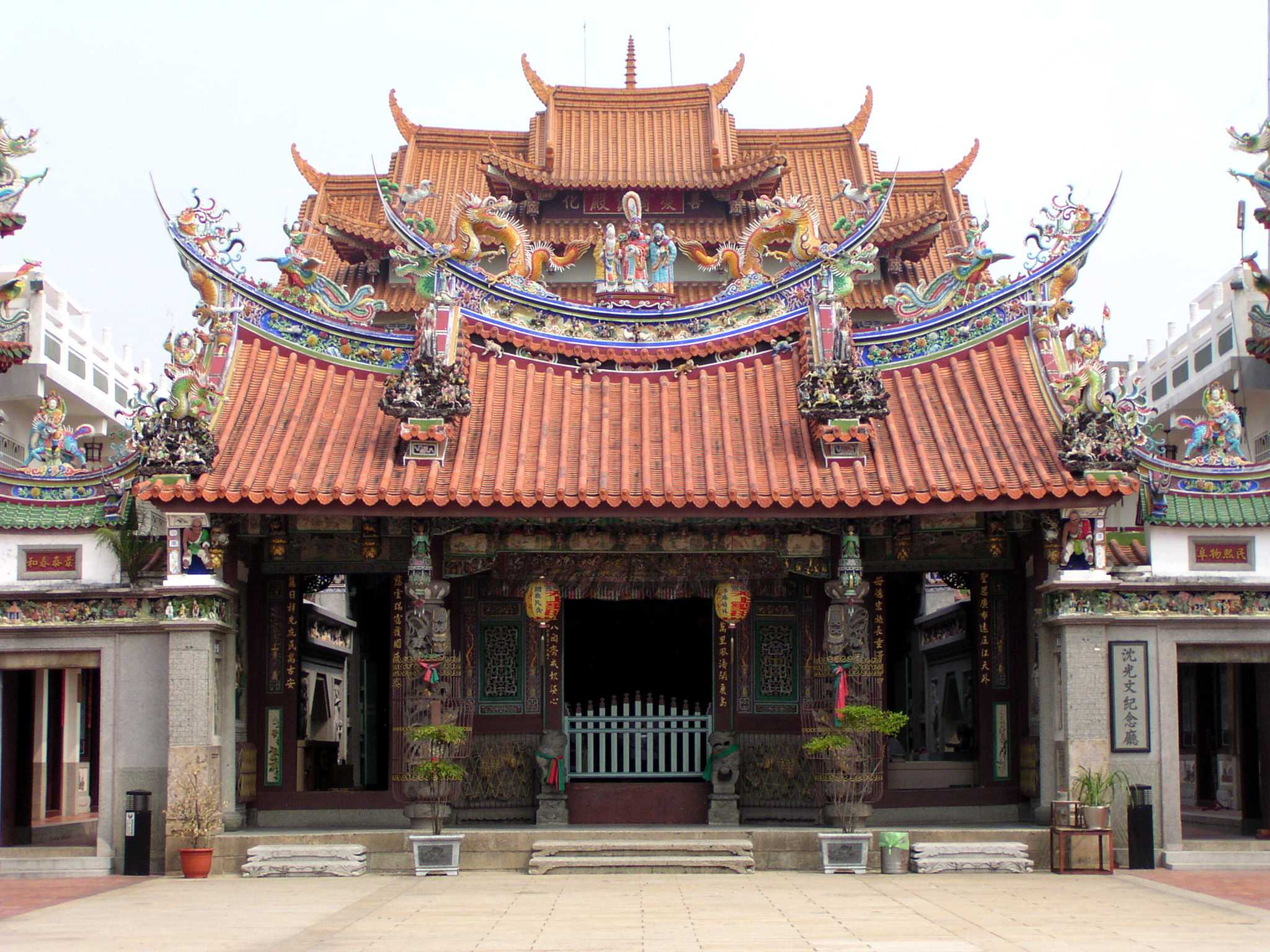
善化區善化慶安宮

- 茄拔天后宮：位於嘉南里80號，建於1661年，主祀天上聖母。
- 茄拔普安宮：位於嘉南里56-1號，建於1993年，主祀池府二王爺、南海佛祖。
- 玄武宮：位於嘉南里113號，建於1985年，主祀玄天上帝。
- 茄拔池皇宮：位於嘉北里2之16號，建於2006年，主祀池府千歲。
- 祖師廟：位於小新里97號，建於1984年，主祀三代祖師。
- 牛庄元興堂：位於牛庄里137號，建於1990年，主祀中壇元帥。
- 北仔店清水宮：位於北子店228巷23號，建於1969年，主祀清水祖師。
- 無虛宮：位於建業路245巷23號，建於2009年，主祀地母至尊。
- 苓興宮：位於苓子林5之1號，建於1992年，主祀苓府千歲。
- 龍凰宮：位於北子店4之1號，建於1984年，主祀龍府千歲。
- 保安宮：位於東昌里18之1號，建於日治時期，主祀吳府千歲。
- 慶濟宮：位於東隆里183號，建於1764年，主祀保生大帝。
- 土虱堀聖興宮：位於東隆里215之2號，建於1971年，主祀天上聖母。
- 田寮角天后宮：位於田寮里63之1號，建於1981年，主祀天上聖母。
- 一明堂：位於田寮里86之3號，建於1979年，主祀廣澤尊王。
- 東嶽殿：位於田寮里167號，建於1957年，主祀東嶽大帝。
- 福慈宮：位於田寮里199之50 號，建於1996年，主祀七星二娘娘。
- 六分寮福德祠：位於六德里212號，建於1983年，主祀福德正神。
- 六分寮興安宮：位於六分里14之1號，建於1963年，主祀中壇元帥。
- 無極指陽宮：位於東勢宅8之7號，建於1991年，主祀無極聖祖。
- 新厝角長興宮：位於東勢宅6之1號，建於1984年，主祀主祀李府千歲、吳府千歲、天上聖母。
- 泰安宮：位於東勢宅42號，建於1954年，主祀中壇元帥。
- 文聖廟：位於中山路73號，建於1981年，主祀文聖帝君。
- 黃帝神宮：位於光華路35巷15號，建於1986年，主祀軒轅黃帝。
- 龍文廟：位於民族路176號，建於1967年，主祀三代祖師。
- 瓦磘興安宮：位於坐駕里陽明新村12號，建於1986年，主祀清水祖師。
- 糖廍角民安宮：位於中山路313巷12號，建於1995年，主祀天上聖母。
- 糖廍角聖興宮：位於中興路22號，建於1997年，主祀玄天上帝。
- 福安宮：位於中正路益民寮20號，建於1993年，主祀五王千歲。
- 木柵內北承宮：位於永福路114巷1號，建於1990年，主祀清水祖師。
- 廣澤堂：位於永福路162巷11號，建於1999年，主祀廣澤尊王。
- 廟後角焄富宮：位於復興街58號，建於1976年，主祀清水祖師。
- 善化慶安宮：位於中山路470號，建於1810年，主祀天上聖母。
- 學內角宗畿府：位於三民路89號，建於1986年，主祀金府千歲。
- 過溝仔福德宮：位於文正路2號，建於1989年，主祀福德正神。
- 拯民宮：位於文正路25巷8號之l，建於1965年，主祀金府千歲、池府千歲。
- 夏南宮：位於文正路73號，建於1993年，主祀樹德尊王。
- 園頂角普濟宮：位於中山路560號，建於1991年，主祀保生大帝。
- 隆安宮：位於溪美里72號，建於1972年，主祀玄天上帝。
- 生武宮：位於溪美里965之l號，建於1987年，主祀玄天上帝。
- 什乃代天宮：位於什乃里81號，建於1968年，主祀金府千歲。
- 胡厝寮代天府：位於胡家里151號，建於1897年，主祀五府千歲、關聖帝君、吳府三千歲。
- 天甲殿：位於胡厝里百二甲35號，建於1996年，主祀武當正德。
- 開元宮：位於胡厝里西衛34號，建於1994年，主祀開漳聖王。

## 佛道廟宇
- 德禪寺：位於六德里4鄰227號，建於1816年，主祀大德禪師。
- 佛祖廟：位於坐駕里24鄰31號，建於1840年，主祀觀音佛祖。
- 菩照光寺：位於中正路223巷59號，建於1996年，主祀地藏王菩薩。
- 思恩壇：位於自由路217號，建於2008年，主祀地藏王菩薩。
- 慈明寺：位於文正路85號，建於1975年，主祀觀音佛祖。
- 崁頭普安宮：位於胡厝里220號，建於1967年，主祀普安佛祖。

## 佛教寺院
- 慈善寺：位於北子店196之3號，建於1926年，主祀觀音佛祖。
- 慧慈寺：位於光復路160號，建於1979年，主祀釋迦牟尼佛。

## 一貫道寺院
- 同德佛院：位於溪美里24之1號，建於1995年，主祀觀音菩薩。